# Fürstäbtliche Residenz

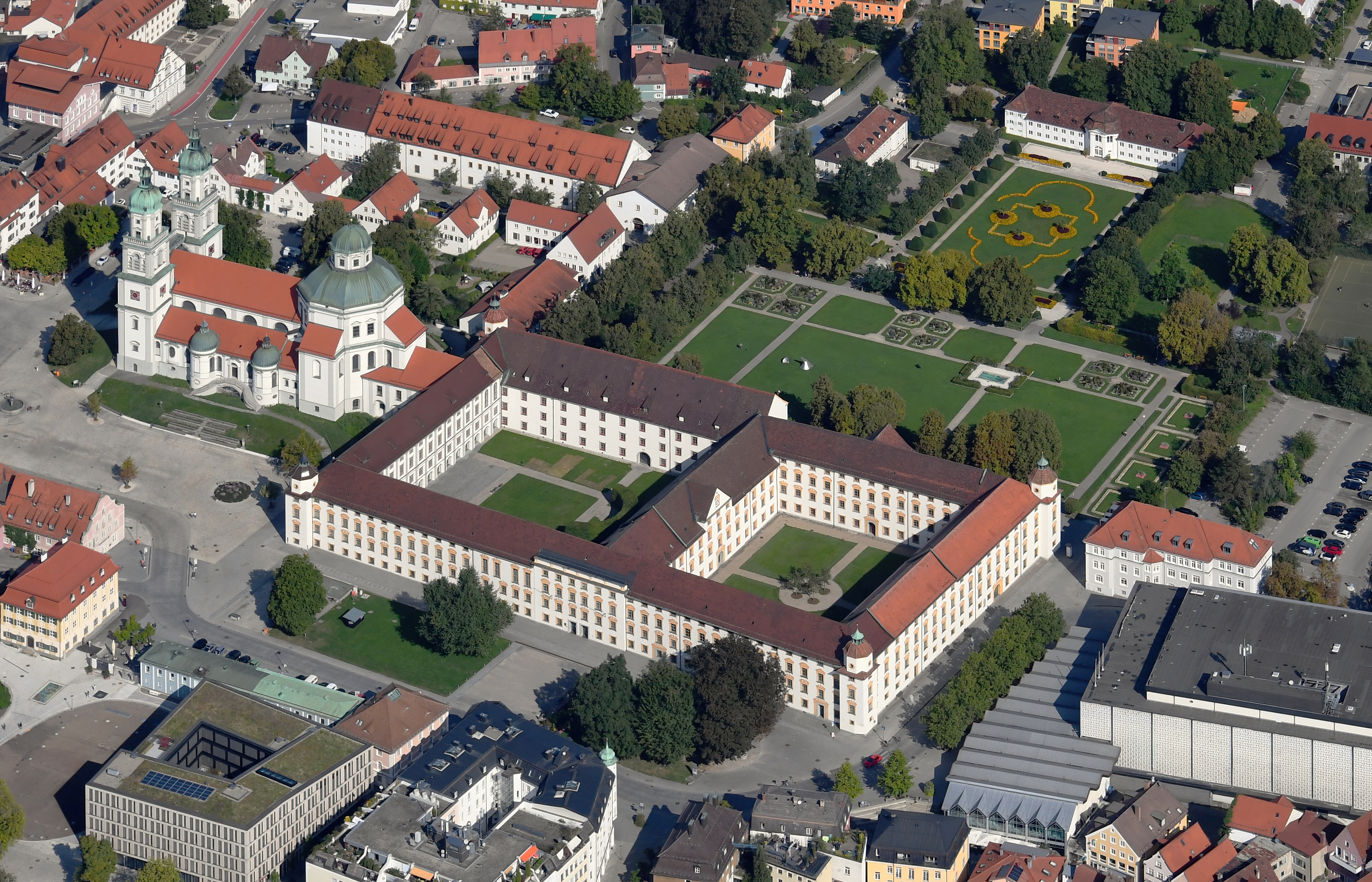
Die Residenz mit der baulich verbundenen Stiftskirche St. Lorenz sowie dem Hofgarten und der Orangerie

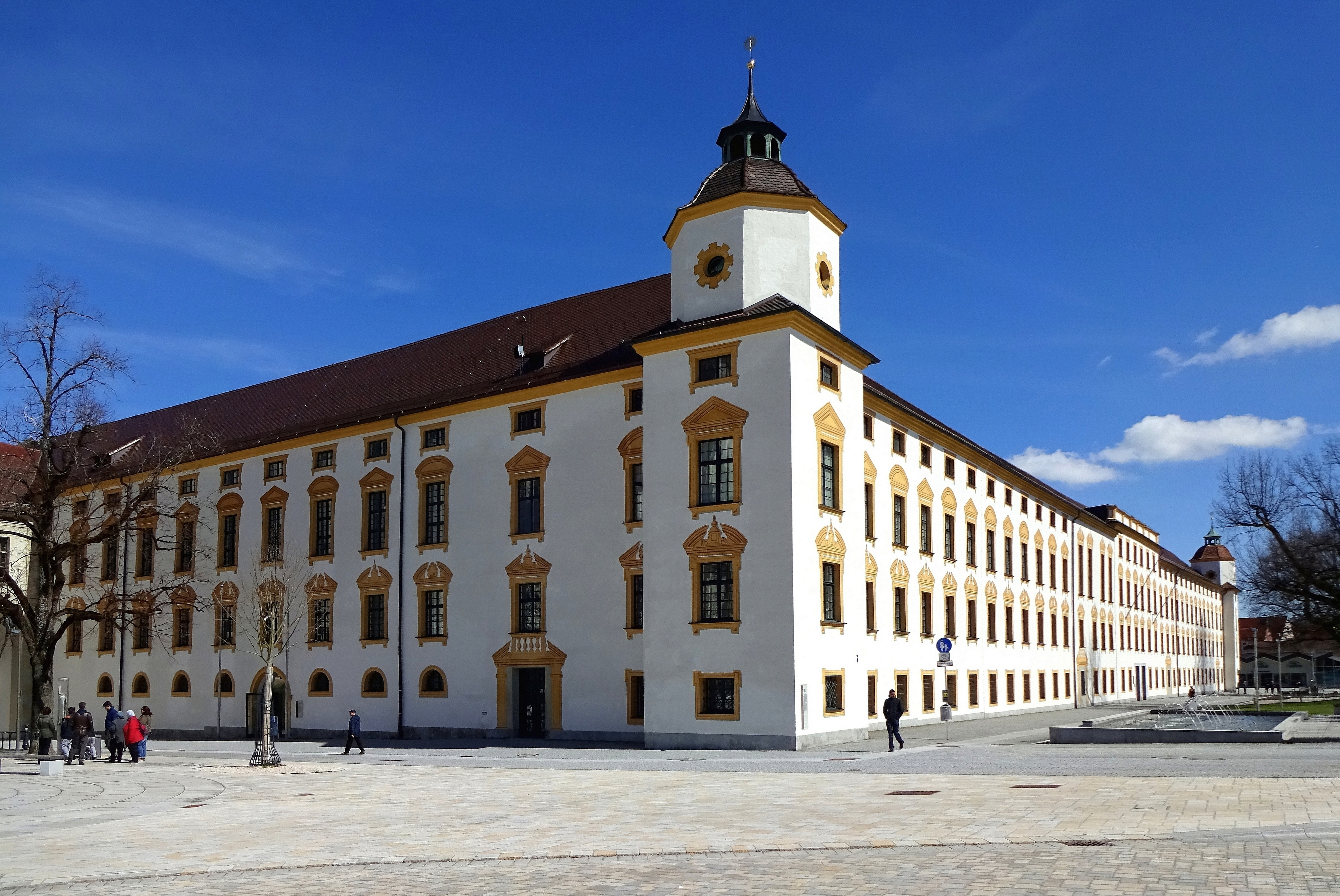
Blick auf den südwestlichen Eckturm

Die Fürstäbtliche Residenz in Kempten ist der einstige Wohn- und Repräsentationpalast der Fürstäbte des Klosters Kempten in Kempten im Allgäu. Sie ist der erste monumentale Klosterkomplex, der in Deutschland nach dem Dreißigjährigen Krieg errichtet wurde. Unter dem Fürstabt Roman Giel von Gielsberg wurde 1651 am Standort des zerstörten mittelalterlichen Benediktinerklosters mit dem Neubau der barocken Klosteranlage begonnen. Als Baumeister war zunächst der Vorarlberger Michael Beer beschäftigt. Sein Nachfolger wurde der Graubündner Architekt Johann Serro. Gleichzeitig entstand die Stifts- und Pfarrkirche St. Lorenz, die über einen Sakristeianbau mit der Residenz verbunden ist. Als Höhepunkt der Innenausstattung sind die Prunkräume zu nennen, die der Fürstabt Anselm von Reichlin-Meldegg bis 1743 ausführen ließ. Die verschwenderische Pracht ihrer Ausstattung mit Malereien des in Italien ausgebildeten Franz Georg Hermann, mit Skulpturen des Münchner Hofbildhauers Egid Verhelst (1696–1749) und mit Stuckaturen von Johann Georg Üblher und anderen Künstlern der Wessobrunner Schule machen sie zu einem der bedeutendsten Bauwerke des süddeutschen Rokoko.
Die Architektur der Residenz als Doppelhofanlage ist eine fundamentale Neukonzeption, die bahnbrechend für die weitere Entwicklung der süddeutschen Stiftsarchitektur sein sollte; ein Jahrhundert später wurde sie beim Bau des Klosters Ottobeuren eindrucksvoll zitiert und weitergeführt. Die Residenz war zugleich Fürstensitz und Kloster. Ursprünglich waren die herrschaftlichen Räume in den östlichen Trakten eingerichtet, zu deren Innenhof sich die Prachteinfahrt vom Hofgarten aus öffnete. Der westliche, zur Kirche hin orientierte Bereich diente der Klausur und dem geistlichen Leben. Mit dem Bau der Prunkräume in den 1740er Jahren an der Südwestseite tauschte man die Nutzung aus: Der östliche Trakt wurde dem Konvent zugewiesen, der westliche Teil diente dem fürstäbtlichen Hof.
Heute dient die Residenz als Gerichtsgebäude für das Amts- und das Landgericht Kempten. Die Besichtigungstouren durch die Prunkräume werden vom Heimatverein Kempten organisiert. „Hausherr“ ist die Bayerische Verwaltung der staatlichen Schlösser, Gärten und Seen.

## Lage
Die Residenz bildete zusammen mit der St.-Lorenz das Zentrum des Fürststifts Kempten. Der in der Stiftsstadt Kempten vor den Toren der gleichnamigen Reichsstadt erbaute Gebäudekomplex ist heute nördlich vom zugehörigen Hofgarten und südlich vom Residenzplatz eingerahmt. Der südliche Vorplatz ist mit einem Grünstreifen und einer flachen Treppenanlage sowie einem Wasserbecken mit Fontänen und einem Wasserlauf gestaltet. Westlich liegt der Hildegardplatz mit der St.-Lorenz-Kirche auf dem Kirchhügel, östlich steht ein 1972 eröffnetes großes Kaufhaus, das aufgrund seiner Größe ein starker optischer Konkurrent für die Residenz ist. Vor dem Bau des Kaufhauses befand sich auf diesem Grundstück der städtische Schlachthof.

## Geschichte

Das Kloster vor der Zerstörung im Dreißigjährigen Krieg: Die nachträglich eingezeichnete Umrandung des Klosters erfolgte vielleicht durch den Fürstabt, der damit den Umfang des Neubauareals skizzierte.

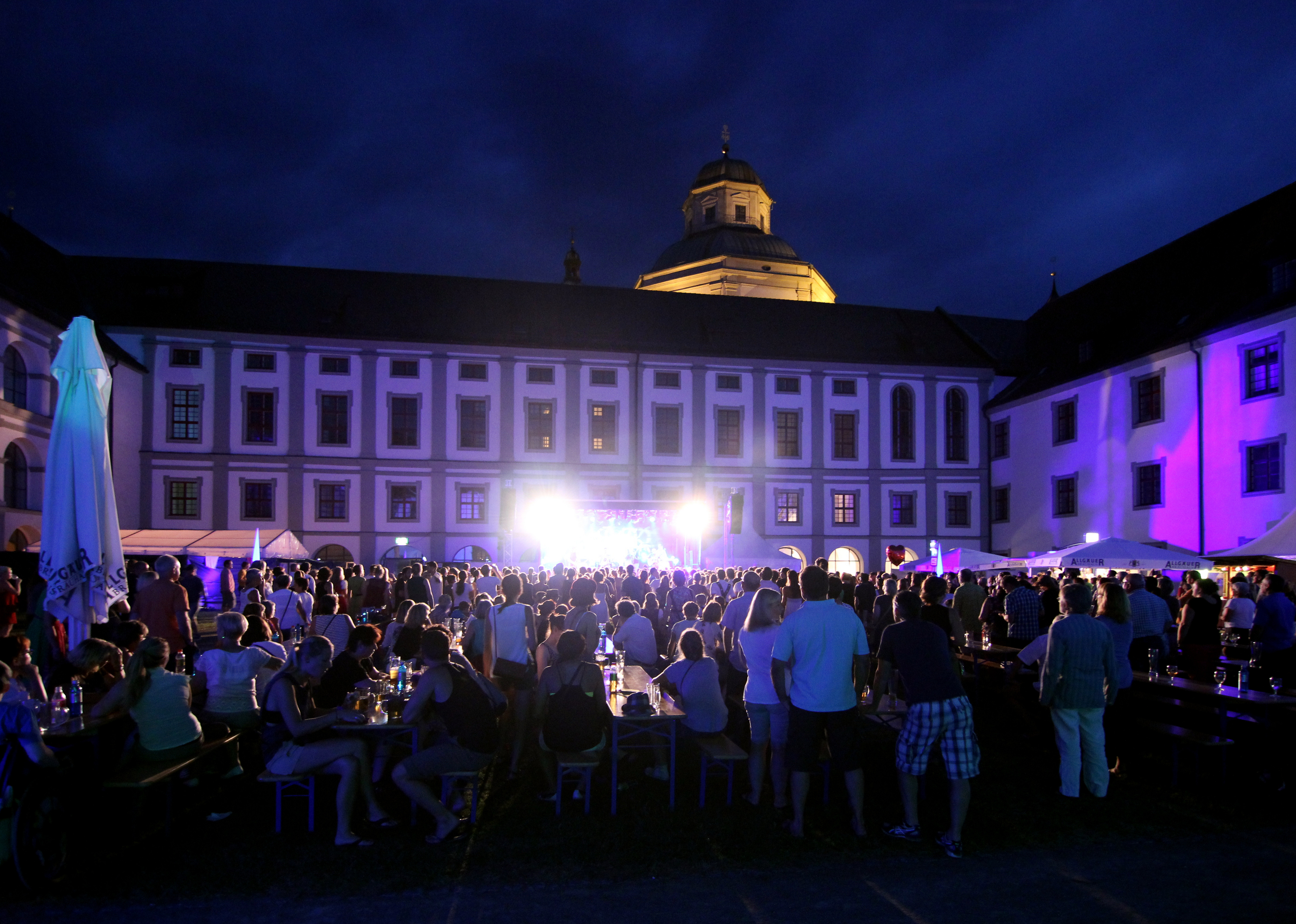
Konzert im Innenhof (Westhof) der Residenz (2015)

Die barocke Residenz ist der Nachfolgebau des romanischen Klosters mit der Klosterkirche, der ein Kreuzgang im Süden angebaut war. Das weitgehend im 13. Jahrhundert errichtete Kloster folgte auf das ältere Kloster, das Mitte des 8. Jahrhunderts hier gegründet worden war und von dem keine Darstellungen überliefert sind. Gründer und erster Abt war Audogar, der vielleicht mit der karolingischen Königin Hildegard verwandt war.
Von der spätmittelalterlichen Klosteranlage, die ab 1225 errichtet wurde, gibt es mehrere Abbildungen, z. B. auf der Stadtansicht von Johann Hain und Fridrich Raidel aus dem Jahr 1628, die einen guten Eindruck von den Baulichkeiten gibt. Die neue Klosterkirche war eine romanische, dreischiffige Basilika mit westlichem Querschiff und einem Turmpaar im Osten. 
1382 erhielt das dreischiffige Marienmünster, auf dessen Fläche später die Residenz entstand, spitze gotische Turmabschlüsse. Zu weiteren größeren Baumaßnahmen in den Stiftsgebäuden kam es um 1500. Während des Dreißigjährigen Kriegs wurde die vollständige Klosteranlage durch einen Angriff der Schweden mit Unterstützung der Kemptener Reichsstädter am 22. Mai 1632 zerstört. Hierbei kam auch die 973 dem heiligen Nikolaus von Myra geweihte Nikolauskapelle zu Bruch. Es war die erste in Süddeutschland. Nach dem Krieg wurde die Ruine abgetragen.
Unter Roman Giel von Gielsberg entstanden 1648 die ersten Pläne zum Bau einer neuen Kirchen- und vierflügeligen Klosteranlage. Gielsberg wollte ursprünglich das neue Kloster an einem weiter von der Reichsstadt entfernten Standort bauen lassen. An der alten Stelle, in loco fundationis (am Ort der Gründung), sollte nur die Pfarrkirche mit Wirtschaftsgebäuden entstehen. Schließlich beschloss man doch den Wiederaufbau am alten Standort. Aus dem ursprünglich als Kornhaus gedachten Gebäude, das bereits im Bau war, wurde 1651 ein Flügel der Residenz. Baumeister des Projekts wurde Michael Beer aus Vorarlberg. Die Residenz wurde teilweise über den Fundamenten der zerstörten dreischiffigen romanischen Basilika erbaut. 1656 wurden unter Beers Nachfolger Johann Serro der mittlere Quertrakt der Residenz und 1660/61 die Flügel um den östlichen Hof erbaut. In den Jahren 1661 bis 1664 entstanden der Süd- und Westtrakt um den westlichen Hof und gleichzeitig erste Teile der Innenausstattung. Im Jahr 1665 ließ Serro durch Beer erbaute Teile der Residenz wieder abreißen. Der nordwestliche Eckturm wurde im Jahr 1668 fertiggestellt. Im gleichen Jahr bezog der Fürstabt seine Räumlichkeiten.
Im Zentrum des östlichen Hofs wurde 1670 die Hildegardkapelle erbaut, die nach der Säkularisation im Jahr 1804 abgebrochen wurde. Serro wurde nach der Vollendung der Hildegardiskapelle aus Altersgründen entlassen.
Gegen Ende des Jahres 1674, im Jahr nach dem Tod Roman Giels von Gielsberg, bezog der Konvent den Neubau. Ab 1732 wurden unter Fürstabt Anselm Reichlin von Meldegg zahlreiche Räume zu Prunkräumen mit verschwenderischer Rokokoausstattung als Herrschaftssitz umgestaltet; der Konvent zog in den östlichen Teil der Residenz, der so zum Konventhof wurde.
Nach der Säkularisation im Jahr 1803 durften die Stiftsherren und der letzte Fürstabt Castolus Reichlin von Meldegg noch einige Zeit in der Residenz wohnen bleiben. In die leer gewordenen Bereiche zog das bayerische Militär ein, das bis 1945 dort in der sogenannten Schlosskaserne bleiben sollte. Der Hofgarten wurde mit Militär-Baracken, einem Exerzierplatz und im 19. Jahrhundert dann auch noch mit einer Reithalle weitgehend zugebaut.
Nach 1945 wurde die Residenz zum Lager für die zahlreichen Displaced Persons, die durch den Zweiten Weltkrieg entwurzelt waren. Vor allem Litauer waren für einige Jahre in der Residenz untergebracht. Danach wurden die Räume nach und nach renoviert und für die Justiz umgebaut. Auch in den Prunkräumen wurden Prozesse abgehalten. 1952 gelang es – unter anderem durch das Engagement des Bezirksheimatpflegers Alfred Weitnauer – die Prunkräume und den Fürstensaal der Öffentlichkeit zur Besichtigung wieder zugänglich zu machen.

## Architektur

### Außenbereich

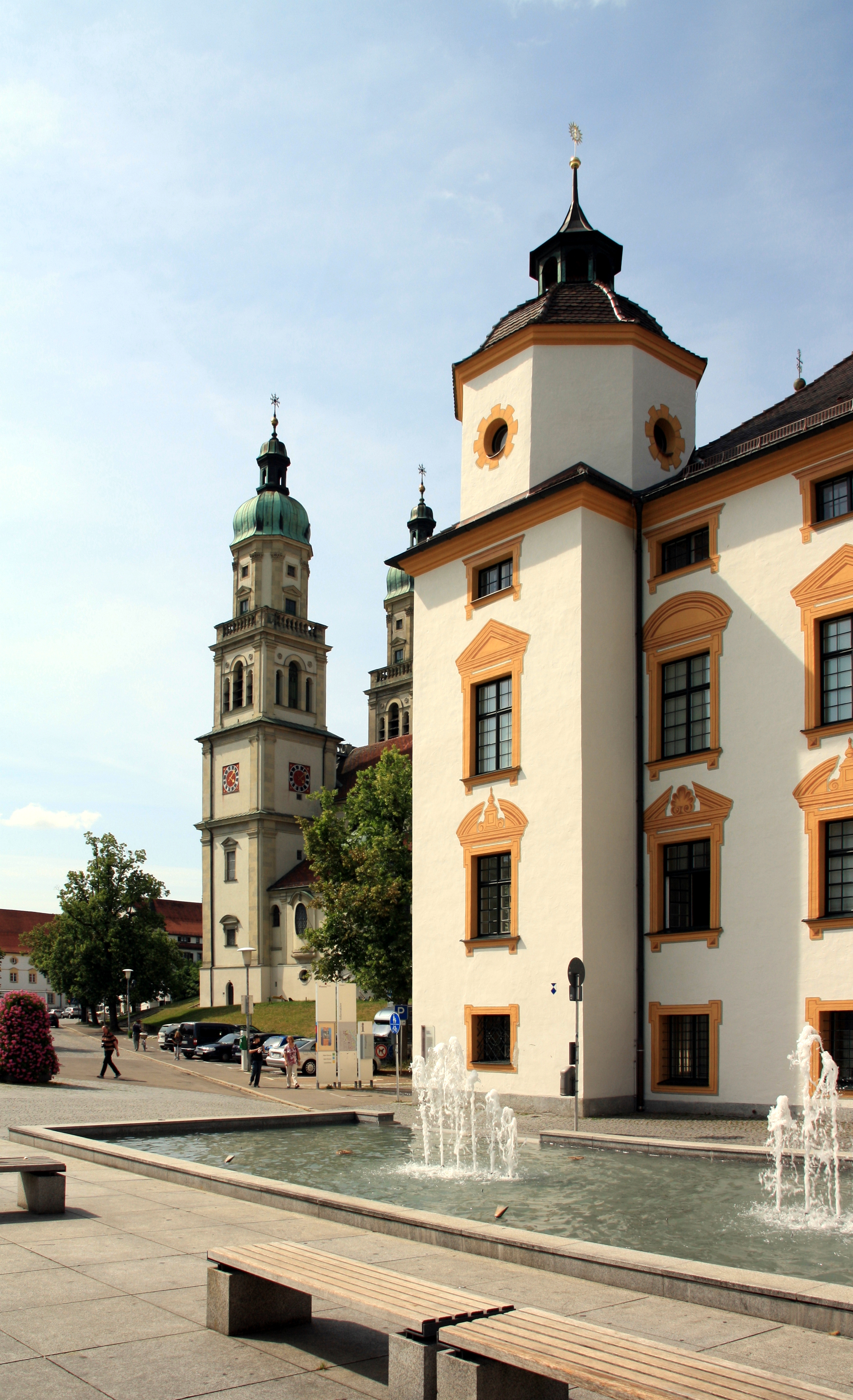
Eckturm mit Hauben und Laternenaufbau

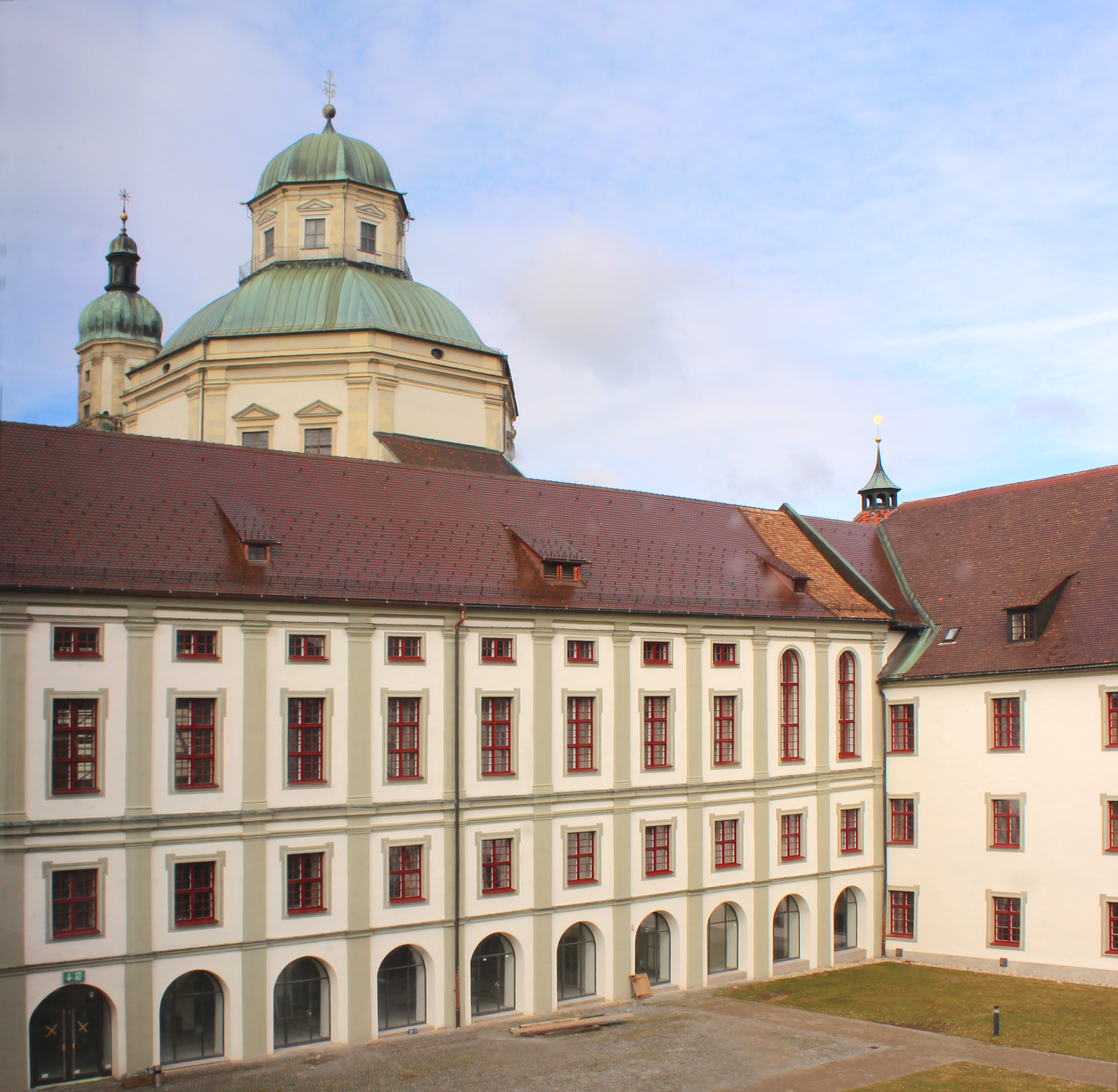
Architektonische Gliederung im Westhof

Die Residenz hat einen rechteckigen Grundriss von 145 mal 43 Metern. Die Teilung durch einen Querbau schafft zwei fast gleich große Innenhöfe. Insgesamt ist die Symmetrie und Gesamtdisposition unausgeglichen, was sich mit dem Wechsel der Baumeister sowie Eingriffen der Bauherren und den damit verbundenen Planänderungen erklären lässt.
An den Ecken ragen quadratische Türme mit kurzem Oktogon heraus. Auf den Oktogonen ruhen gedrückte Hauben mit offenen Laternen.
An der Südfassade befindet sich ein flacher, sechsachsiger Risalit unter Attika, der erst 1895 als neuer Eingangsbereich errichtet wurde. Ursprünglich gab es zur Südseite – zur Reichsstadt hin – keine Türöffnung. Die Nordfront teilt sich in den vorspringenden wohl im 19. Jahrhundert um zwei Achsen nach Osten verlängerten Westflügel von Michael Beer und den Ostflügel mit Mittelrisalit, dem ehemaligen Eingangsportal, von Johann Serro. Am Zwischentrakt gegen den östlichen Hof ragt ein Zwerchhaus mit Giebel hervor. Der Süd- und Westtrakt im westlichen Hof ist durch Arkaden, Pilaster und Halbsäulen gegliedert, die von Serro entworfen wurden.
Die Architekturmalereien sind nach originalen Resten erneuert worden.

### Innenbereich
Das Aussehen mit dem ursprünglichen Meublement der Räume und Säle der Residenz kann nicht mehr rekonstruiert werden. Die Einrichtungsgegenstände wurden nach der Säkularisation teilweise vom Kurfürstentum Bayern versteigert. Über die Jahrzehnte wurde das Mobiliar über die ganze Welt verteilt; einige Stücke wurden zurückgekauft.
Die Abfolge der Räume entspricht dem im 18. Jahrhundert für Appartements weltlicher Regenten verbindlichen Schema: Festsaal – Vorzimmer – Audienzzimmer – Schlafzimmer. Diese fürstäbtlichen Zimmer werden ergänzt durch den Wappensaal im Norden, den Fürstensaal und weitere Räumlichkeiten.
Die Räume dienten eher der Repräsentation und dem Hofzeremoniell als dem praktischen Nutzen als Wohnraum.

#### Wappensaal
Im zweiten Stockwerk des Nordostflügels befindet sich die älteste repräsentative Räumlichkeit des Stifts. Der Wappensaal ist, wie am Wappen zu erkennen, in der Zeit von Giel von Gielsberg entstanden. Mit vier Fensterachsen gegen den Konventhof ist er eineinhalb Stockwerke hoch. Im Spiegelgewölbe, in das Stichkappen der Mezzaninfenster weit einschneiden, ist in einem Tondo das Wappen des Abtes und des Konvents eingefasst.

#### Fürstensaal

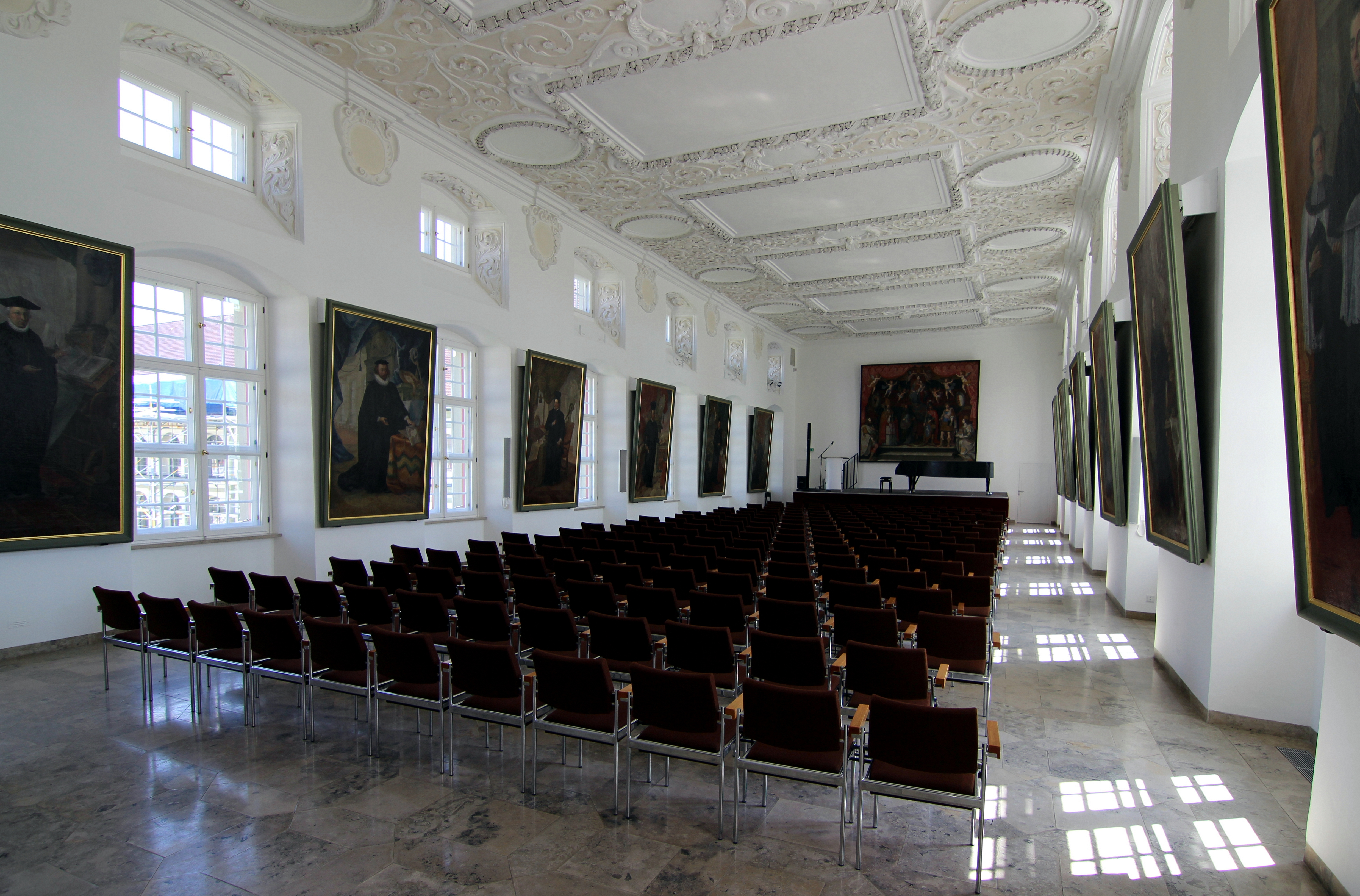
Fürstensaal

Der Fürstensaal wurde um 1680 unter Fürstabt Rupert von Bodman ausgestattet. Die Räumlichkeit nimmt in der zweiten Etage den Westflügel in seiner ganzen Breite ein. Im 19. und 20. Jahrhundert wurde sie verkürzt, um Raum für ein modernes Treppenhaus zu schaffen. Die Decke ist mit dichtem stuckiertem Rankenwerk ausgestattet, das mit Felderungen aus Blattstab- und Fruchtstabrahmen unterteilt ist. Zwischen den Fenstern hängen großformatige Gemälde auf Leinwand mit den Bildnissen der Fürstäbte; gemalt wurden die zum großen teil fiktiven Porträts vom Hofmaler Franz Georg Hermann. Wegen eines Wasserschadens wird der Raum seit 2012 restauriert.

#### Prunkräume bzw. Fürstäbtliche Zimmer

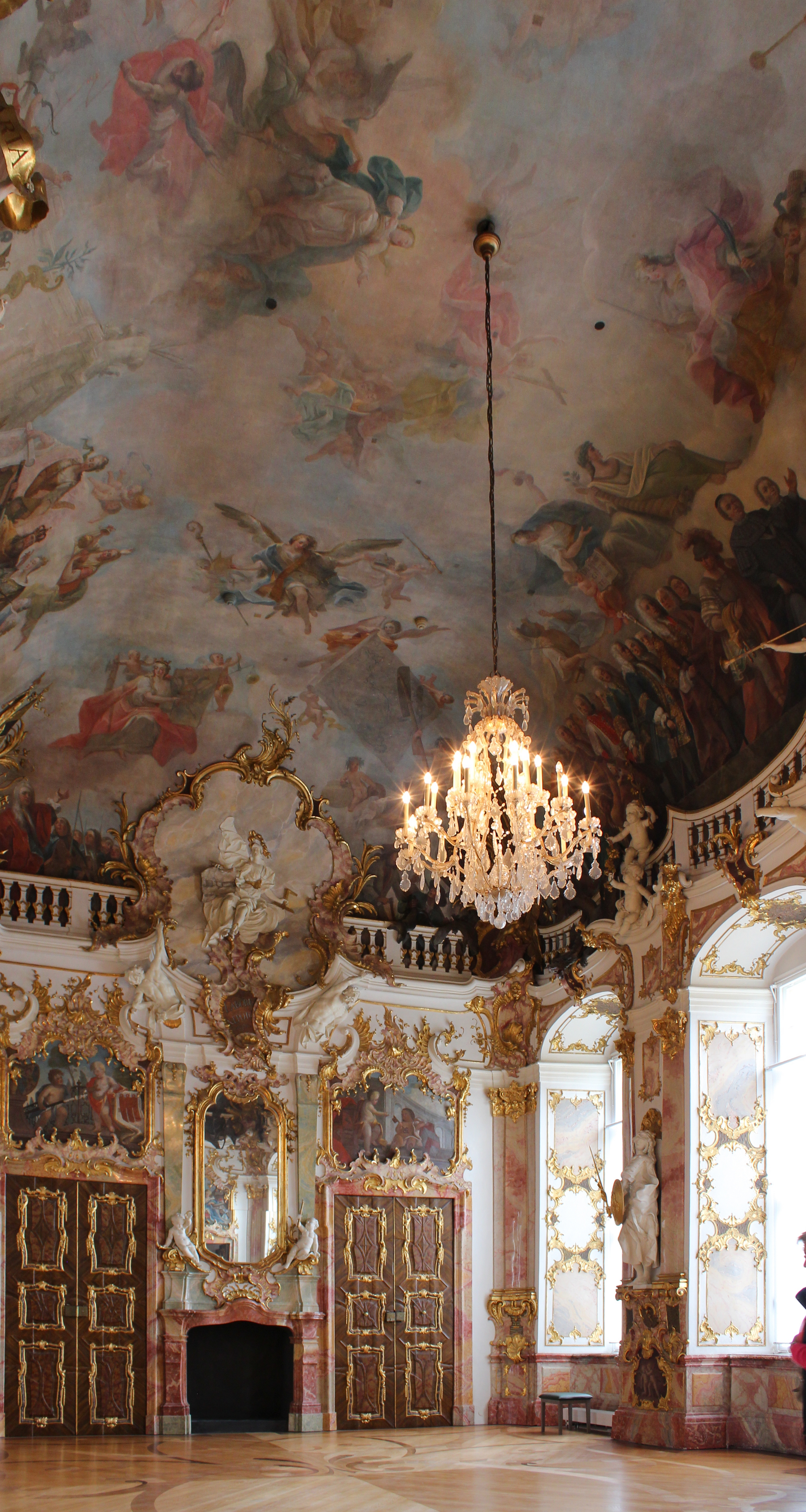
Der Thronsaal, ein Prunkraum

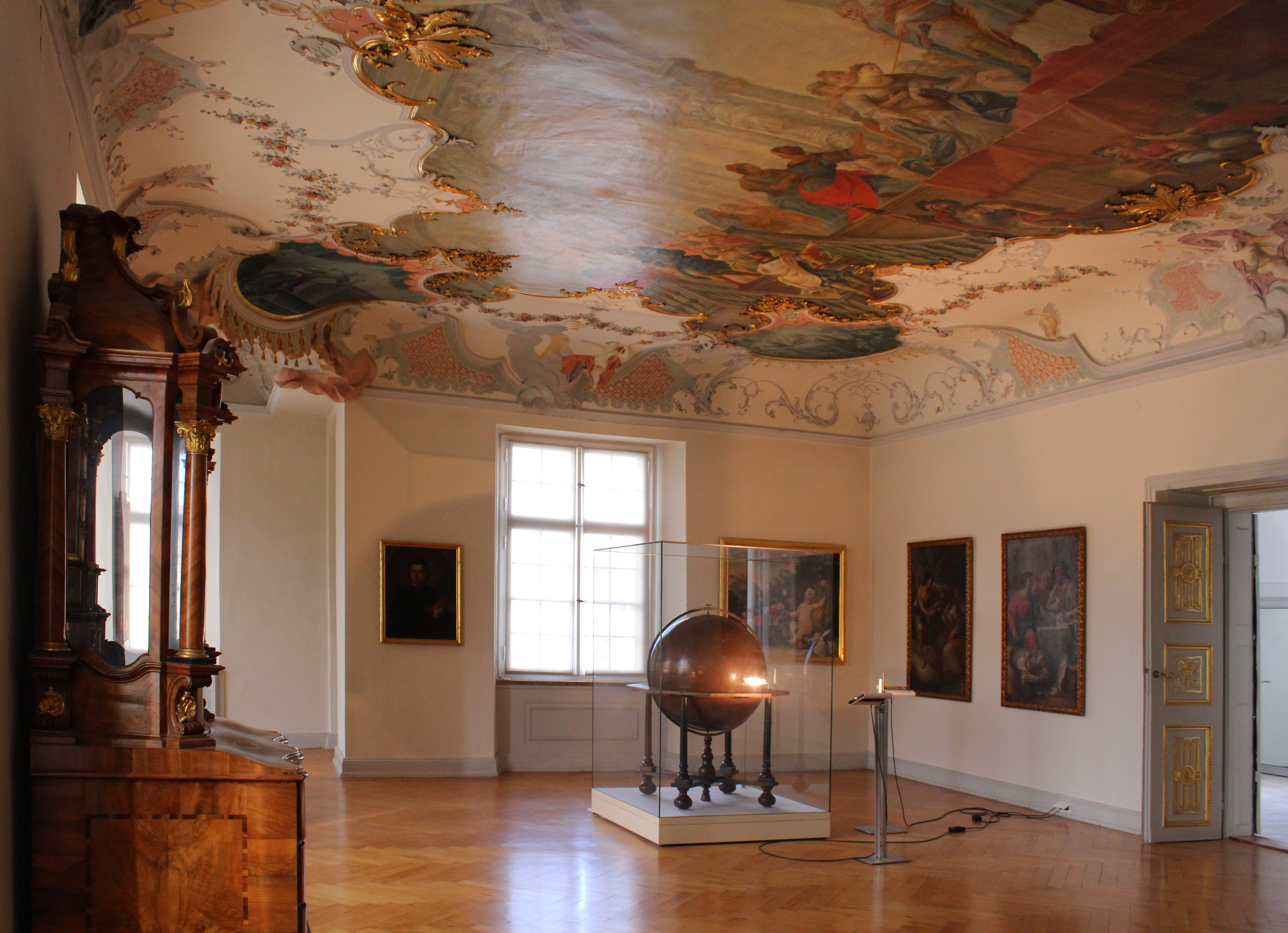
Kanzlei
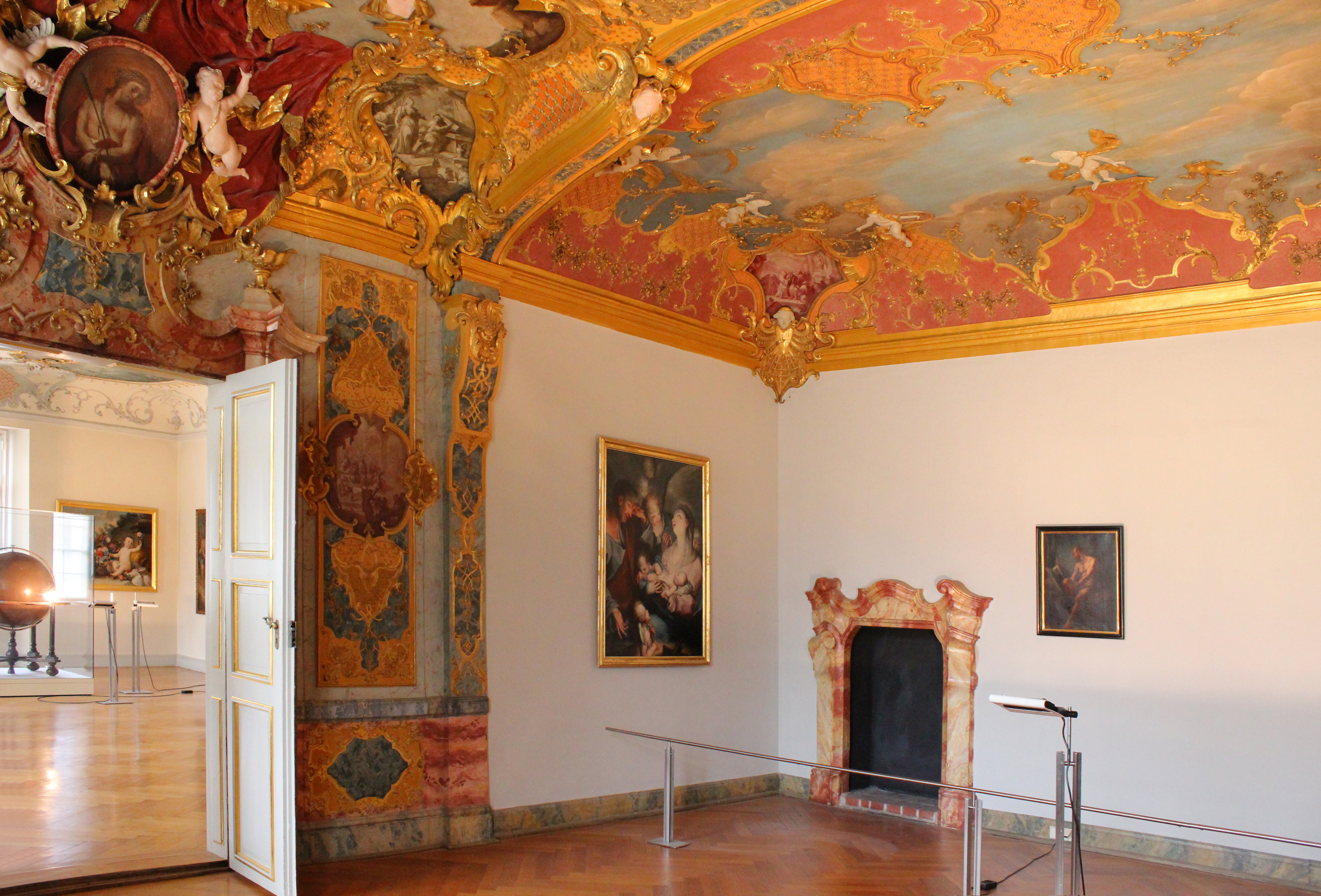
Schlafzimmer
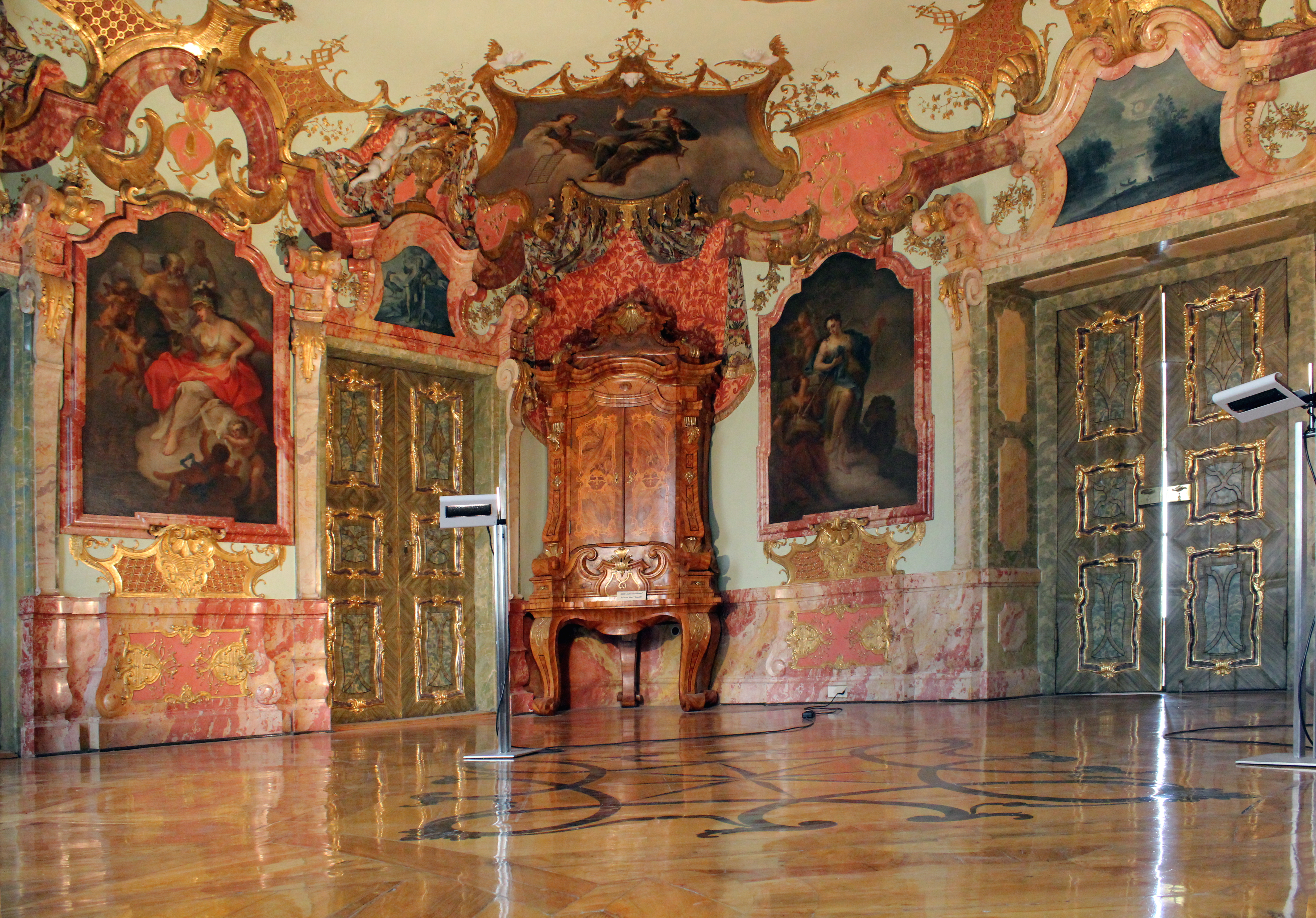
Tagzimmer
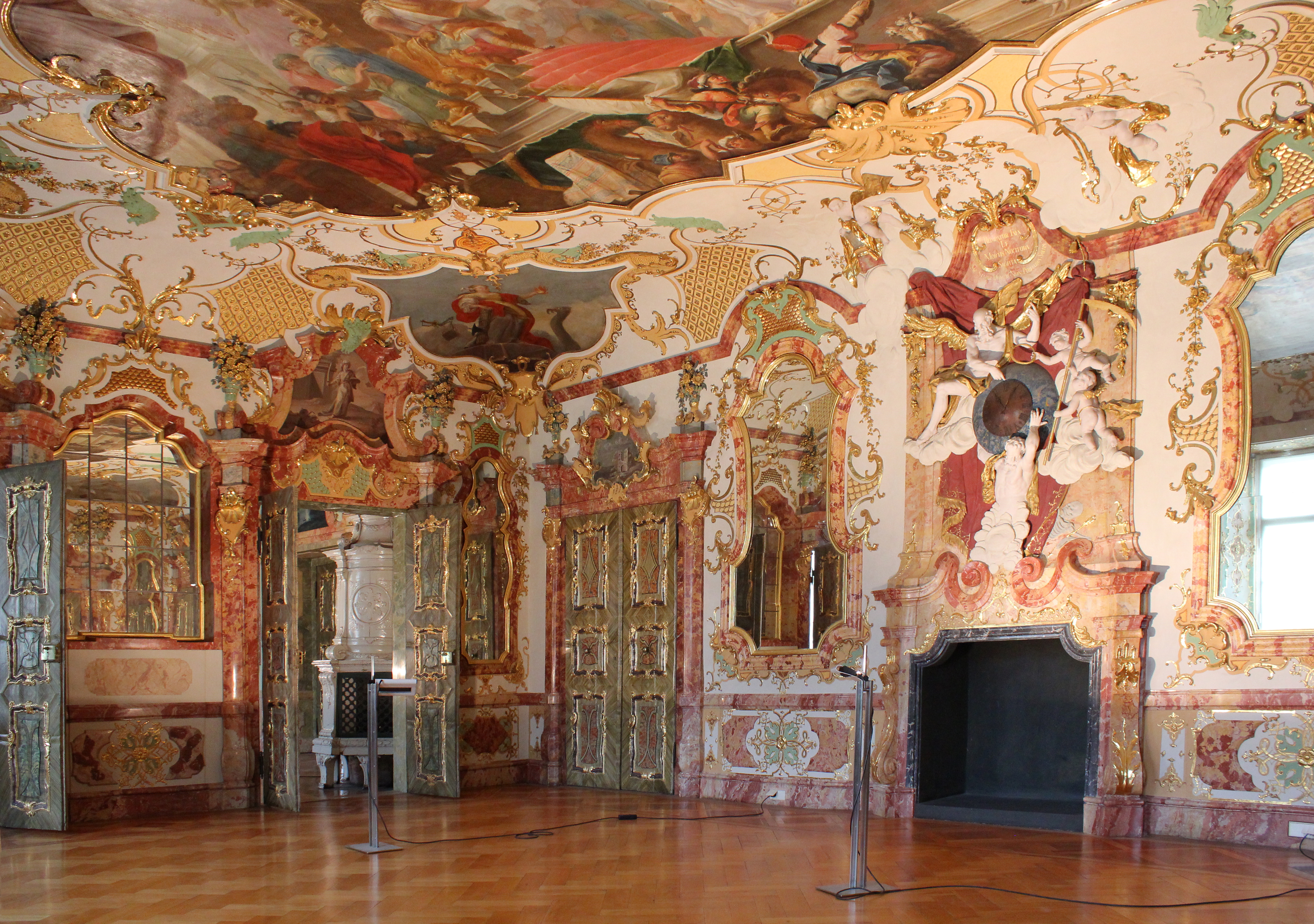
Audienzzimmer
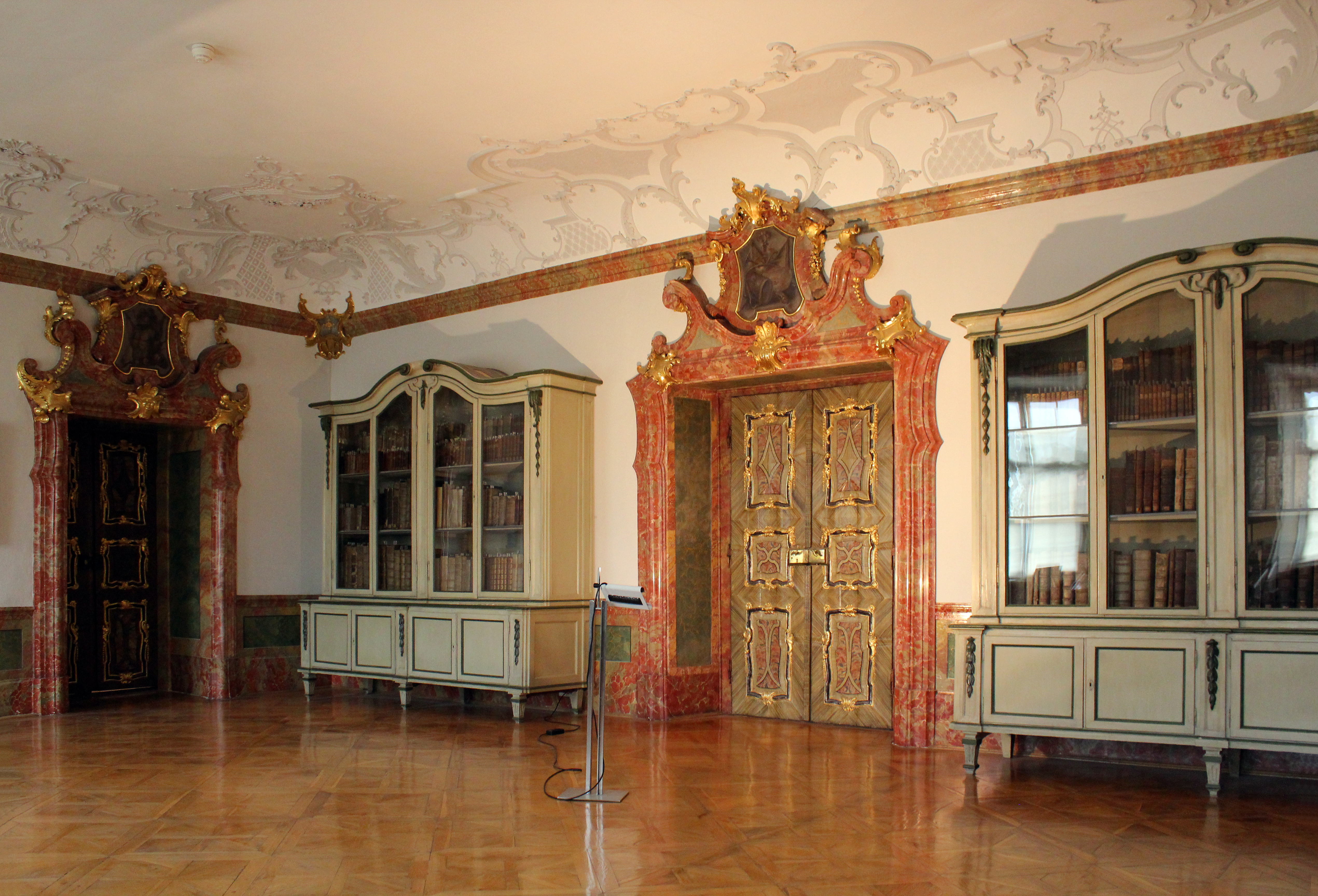
Vorsaal
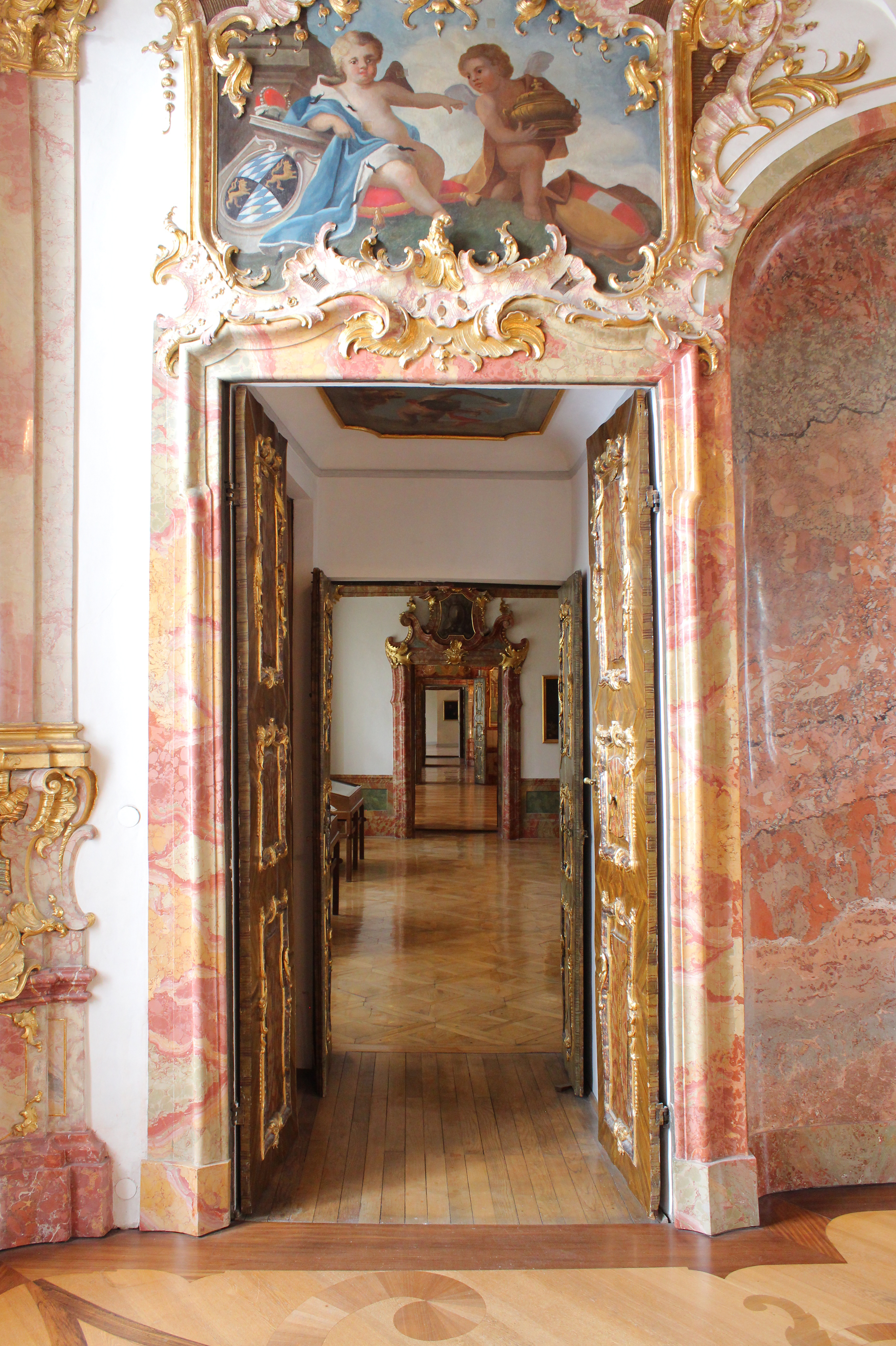
Raumflucht vom Thronsaal bis in die Kanzlei

Die Kanzlei, das Eckzimmer zum Hildegardplatz, ist der erste Raum, der durch die Enfilade mit den weiteren fürstäbtlichen Zimmern verbunden ist. Die um 1733 stuckierte Decke zeigte das Wappen des auftraggebenden Fürstabtes Anselm Reichlin von Meldegg. In den 1950er Jahren wurde die Decke nach der Entfernung einer Zwischenwand aus vorhandenen Resten wiederhergestellt. Um 1790/91 entstand aus dem Raum die Hofkanzlei. Er wurde mit Fresken von Franz Joseph Hermann, dem Sohn Franz Georg Hermanns, ausgestaltet. Die Fresken wurden in den Stuck der Erstausstattung eingearbeitet. Putten und deren Beigaben beziehen sich auf die Elemente, Jahreszeiten und Tierkreiszeichen. Die klassizistischen Türen mit den Supraporten stammen aus der Umgestaltungszeit.
Das Schlafzimmer ist durch einen Bogen geteilt. Die nördliche Raumhälfte enthielt zu Fürstabtzeiten das Schlafkabinett mit einem Paradebett. Die südliche Fensterseite ist reich geschmückt. Die Fensterleibungen sind mit feinem Stuck überzogen. Die Hohlkehle ist mit jüngerem Frührokokostuck mit Putten und Büsten versehen. In dem Raum ist das Wappen Reichlins von Meldegg angebracht. Das Deckenbild zeigt Jakobs Traum von der Himmelsleiter. In den Eckkartuschen sind Szenen, die sich auf Jakob, Tobias und Raphael beziehen; in den Eckkartuschen des Schlafkabinetts sind der Tod des Heiligen Benedikt, des Ordensgründers, und der Tod der Heiligen Scholastika, der Schwester Benedikts, abgebildet. Über der Tür ist die Schmerzhafte Maria dargestellt.
Das Tagzimmer ist nahezu quadratisch, nur die Ecken des Raums sind als abgerundete Nischen herausgearbeitet. In drei von ihnen stehen Kabinettschränke, in der vierten stand früher ein dazu passend gestalteter Keramikofen. Er ist nicht mehr erhalten und wurde durch einen Keramikofen des 18. Jahrhunderts aus einem Immenstädter Schloss ersetzt. Die Dekorationen an den Wänden ähneln denen des Audienzzimmers. Statt Spiegeln sind hier aber Ölgemälde mit den vier Kardinaltugenden angebracht. Die Bilder von Hofmaler Hermann entstanden 1734. Von diesem stammen auch die übrigen Malereien in diesem Raum: Die Decke zeigt den Weg der christlichen Seele in den Himmel, die Eckkartuschen zeigen die Tugenden Glaube, Buße, Selbstbeherrschung und Wachsamkeit, über den Türen sind die Untugenden abgebildet.
Im Audienzzimmer befindet sich zwischen zwei Türen vom Gang her ein Kamin aus Stuckmarmor mit dem Gott Chronos als Sinnbild für die Zeit. Herkules trägt die Weltkugel, die eine Uhr enthält. In den Wandfeldern zwischen den Fenstern und Türen sind Spiegel aus den fürstäbtlichen Glaswerkstätten in der Kürnach. Die übrigen Wandflächen bis zu den Hohlkehlen sind reich mit Stuck und Stuckmarmor verziert. Die Bildfolge an den Wänden stellt die Gegensätze von Tugenden und Lastern dar. Das Deckengemälde von Franz Georg Hermann zeigt die Königin von Saba vor Salomon. Die Kartuschen in den Ecken enthalten allegorische Darstellungen des Friedens, der Gerechtigkeit, der Klugheit und des Wohlstandes. Über den Türen sind die Allegorien der Feindseligkeit, der Habsucht, Lüge und Trägheit gemalt.
Der Vorsaal erstreckt sich über drei Fensterachsen. Der Raum wurde 1955 wiederhergestellt, indem man eine moderne Zwischenwand entfernte. Heute sind dort in zwei historischen Vitrinenschränken des 18. Jahrhunderts, die aus der Akademie der Wissenschaften in München stammen, die erhaltenen Bände der fürstäbtlichen Arbeitsbibliothek untergebracht. Die Bücher sind eine Schenkung des Kemptener Verlegers und Besitzers des Köselverlags Paul Huber (1917–2010) an die Stadt Kempten; er machte zur Bedingung, dass die Bände wieder an ihren ursprünglichen Aufbewahrungsort in der Residenz zurückkommen. Die Arbeitsbibliothek mit Bänden verschiedener Fachrichtungen von Jura über Medizin bis zur Landwirtschaft und Theologie war nach der Säkularisation in den Besitz des letzten Hofdruckers Joseph Kösel gekommen, aus dessen Druckerei der Kösel-Verlag hervorging.

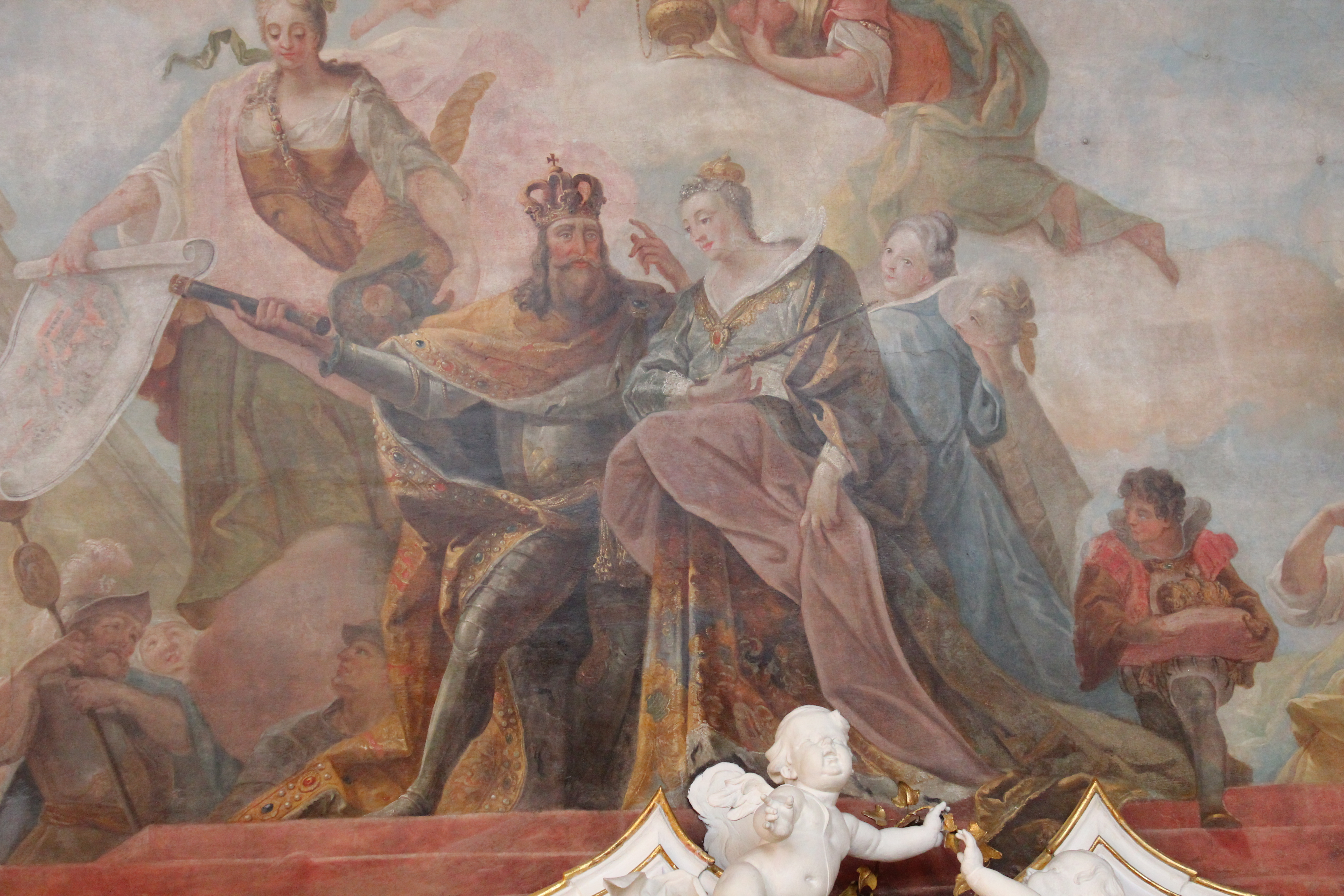
Karl der Große und Hildegard auf einem Deckengemälde des Thronsaals

Der bedeutendste Repräsentationsraum in der Residenz ist der Thronsaal, er entstand zwischen 1740 und 1742. Der Stuck stammt von Johann Georg Üblhör, die vier allegorischen Frauenfiguren von Egid Verhelst. Der eineinhalb Geschosse hohe Raum ist von einer Spiegeltonne überwölbt und mit vier Fenstern zur Südseite ausgestattet. An den Schmalseiten sind jeweils zwei Türen zu den Nachbarräumen. Zum Korridor im Norden öffnet sich eine zentrale Tür direkt gegenüber der heute leeren Thronnische. Die Wandgliederung besteht aus Stuckmarmorpilastern; die Gewölbeansätze sind durch eine geschwungene Balustrade aus Stuck geprägt. Das prächtige Deckengemälde von Hermann zeigt unter anderem die Klosterstifter Hildegard und ihren Gatten Karl den Großen.
Über dem Nordeingang in den Raum ist die Allegorie der Wissenschaft (astronomische Geräte und Bücher), gegenüber über der Thronnische ist das Wappen des Fürstabtes Anselm Reichlin von Meldegg mit Herrschaftsinsignien eines geistlichen und weltlichen Fürsten (Schwert, Szepter, Abtstab), dazu kommen noch die Allegorien der Künste (Musikinstrumente) sowie die der Geometrie bzw. Architektur. Zugleich finden sich dabei auch zahlreiche Anspielungen auf die Geschichte des Fürststifts und seiner Wirtschaft, dazu kommen Ansichten der alten und der neuen Stiftsgebäude.
Die Längsseiten sind im Bereich der Deckenbalustrade durch Puttenpaare mit Hinweisen auf die Jahreszeiten verziert. Darunter stehen vor den Doppelpilastern, welche die Fenster bzw. Spiegel trennen, auf Konsolen vier allegorische weibliche Figuren aus bemaltem Holz. Sie zeigen die Herrschertugenden: Neben dem Nordeingang die Friedfertigkeit und die Liebe, neben der Thronnische die Macht und die Weisheit.
Die Gästezimmer stellen den Abschluss der Prunkräume dar. Sie entstanden um 1760 und haben eine einfache Enfilade. Die Räume sind im Vergleich zu den repräsentativen Räumlichkeiten bescheidener gestaltet. An den Decken ist Rokokostuck. Die Lamperien sind geschnitzt, in weißer und goldener Farbe gefasst und mit mittlerweile erneuertem Stoff bespannt. Die Räume sind zum Teil mit Gemälden von Ruinenarchitektur, antiken Szenen und pflanzlichen Motiven geschmückt. Die Abfolge von West nach Ost lautet wie folgt: Rotes Zimmer, Grünes Zimmer, südöstliches Eckzimmer, nordöstliches Eckzimmer, Gang im Nordflügel des Konventbaus. Heute werden die Gästezimmer zum Teil als Gerichtssäle genutzt, zum Teil gehören sie zu den Büro- und Besprechungsräumen des Landgerichtspräsidenten.